# EX LIBRIS – Die Public Library von New York
EX LIBRIS – Die Public Library von New York (Originaltitel: Ex Libris – The New York Public Library) ist ein Dokumentarfilm von Frederick Wiseman aus dem Jahr 2017. Die US-amerikanische Produktion stellt die Arbeit der New York Public Library (NYPL) und ihrer Zweigstellen in den Mittelpunkt.
Der Film wurde am 4. September 2017 im Wettbewerb der 74. Internationalen Filmfestspiele von Venedig uraufgeführt. In Deutschland wurde der Film erstmals am 8. Oktober 2017 im Rahmen des Filmfests Hamburg gezeigt. Deutscher Kinostart war der 24. Oktober 2018 (Tag der Bibliotheken).

## Handlung
Der Film zeigt die New York Public Library und ihre insgesamt 92 Zweigstellen als einen Ort der Wissensvermittlung, in dessen Zentrum die Mitarbeiter und Besucher stehen. Ohne direkte Interviews oder Kommentare dokumentiert der Film die innere Struktur der Bibliothek, fängt Vorträge über das Thema Sklaverei, eine Buchpräsentation von Elvis Costello oder Jobkurse mit Krankenhelfern und Feuerwehrmännern ein. Porträtiert wird sowohl die Situation an Standorten in Manhattan als auch in weniger frequentierten Wohngegenden sowie die Situation von Zuwanderern.

## Entstehungsgeschichte
Bei EX LIBRIS – Die Public Library von New York handelt es sich um die 42. Regiearbeit von Frederick Wiseman. Die Dreharbeiten fanden über mehrere Wochen im Jahr 2015 statt. Der Filmemacher gab an, von den vielen verschiedenen Dienstleistungen überrascht gewesen zu sein, die Bibliotheken heute anbieten: „Bibliotheken von heute sind Gemeindezentren mit Schulprogrammen für Kinder und Kurse für Erwachsenenbildung in Sprachen, Staatsbürgerschaft, Wirtschaft und Computerprogrammierung geworden. Unabhängig von der aktuellen amerikanischen Politikszene bleibt die Bibliothek ein Ideal der Inklusion, Demokratie und Meinungsfreiheit“, so Wiseman. Bei der Vorstellung seines Films beim Filmfestival von Venedig gab er an, dass die Bibliothek ein darwinistisches „Gegengift“ zum Gesellschaftsbild (nicht: ein „Gegengift“ zum darwinistischem Gesellschaftsbild) des US-Präsidenten Donald Trump sei (Zitat der Tageszeitung inhaltlich richtiggestellt).

## Rezeption
Nach seiner Premiere erhielt EX LIBRIS – Die Public Library von New York im anglo-amerikanischen Raum fast ausnahmslos lobende Kritiken. Auf der Website Rotten Tomatoes hält der Film eine Bewertung von 97 Prozent mit einer Durchschnittswertung von 8,3 von 10 Punkten und konnte nahezu alle Kritiker überzeugen.
Auch im deutschsprachigen Raum erhielt der Dokumentarfilm überwiegend positive Kritiken:
Michael Pekler (Der Standard) zählte den Dokumentarfilm zu den „Höhepunkten des Festivals“. Wiseman zeige die Bibliothek „nicht als Ort der Aufbewahrung von Büchern, sondern als einen der Wissensvermittlung, in dessen Zentrum die Mitarbeiter und Besucher stehen“. Der Filmemacher verzichte wie immer auf Interviews und Kommentar und vertraue „seiner scharfsinnigen Beobachtung und einer ausgefeilten Montage“.
Tim Caspar Boehme (die tageszeitung) relativierte die Laufzeit von dreieinhalb Stunden, die man dem Film kaum anmerke. Wie Pekler merkte er an, dass sich Bibliotheken „in erster Linie als Orte verstehen, an denen Leute mit Bildung ermächtigt werden sollen, heute vor allem über das Internet“, und nicht nur als „Lagerhäuser für Bücher“. Wiseman wechsle „dabei unmerklich zwischen nüchtern abgefilmten Veranstaltungen und atmosphärischen Einstellungen, ohne seinen Gegenstand zweckfrei für schöne Motive auszuschlachten.“
Laut Andreas Borcholte (Spiegel Online) beweise der Regisseur trotz seines hohen Alters „noch ein Gespür für den aktuellen politischen Zeitgeist“, indem der Film „vor allem die Belange der afroamerikanischen Gemeinde New Yorks“ betone. Wiseman „spektakulär nüchterner Showcase“ sei im Wettbewerb von Venedig „das wohltuend rationale Gegenstück“ zur „Mother!-Hysterie“ seines Landsmanns Darren Aronofsky.
Susanne Ostwald (Neue Zürcher Zeitung) bemerkte reiche Eindrücke, der Film summiere sich jedoch „zu einer etwas distanzlosen Werbeaktion im Dienst der guten Sache“.

## Auszeichnungen
EX LIBRIS – Die Public Library von New York konkurrierte im Wettbewerb der Filmfestspiele von Venedig um den Goldenen Löwen, den Hauptpreis des Festivals. Dort wurde der Dokumentarfilm mit dem FIPRESCI-Preis sowie dem Fair Play Cinema Award ausgezeichnet. Ebenfalls im Jahr 2017 wurde Wisemans Regiearbeit mit dem Critics Choice Documentary Award, International Cinephile Society Award und Vancouver Film Critics Circle Award jeweils als bester Dokumentarfilm ausgezeichnet.
Der Film befand sich für die Oscarverleihung 2018 in der Vorauswahl für eine Nominierung in der Kategorie Bester Dokumentarfilm, gelangte aber nicht unter die finalen fünf nominierten Produktionen.